# 김유현 (방송인)
김유현(음력 1993년 4월 30일 ~ )은 2018 미스 대전 충남 선(善) 출신이다. 종교는 개신교. 그녀의 주요 거주지는 대전과 서울이다.

## 생애

### 주요 이력
강원도 춘천에서 출생하였으며 지난날 한때 충청남도 천안에서 잠시 유아기를 보낸 적이 있는 그녀는 2018년 5월, 미스 대전 충남 선(善)으로 입상하였다(그 당시 대회 시절 참가번호 18번).
신장은 172cm이고 체중은 58kg이며 골프에 취미가 있고 수영에 특기가 있다.

### 수상 경력
- 2018년 미스코리아 대전 충남 선(善)

### 경력
- 2015년 8월 ~ 2016년 5월 : TBN 강원교통방송 교통 캐스터.
- 2018년 5월 : 미스코리아 대전-충남 선(善).

### 학력
- 동덕여자대학교 방송연예학과